# Bellator
Bellator is een geslacht van straalvinnige vissen uit de familie van ponen (Triglidae). Het geslacht is voor het eerst wetenschappelijk beschreven in 1896 door Jordan & Evermann.

## Soorten
De volgende soorten zijn bij het geslacht ingedeeld:
- Bellator brachychir (Regan, 1914)
- Bellator egretta (Goode & Bean, 1896)
- Bellator farrago (Richards & McCosker, 1998)
- Bellator gymnostethus (Gilbert, 1892)
- Bellator loxias (Jordan, 1897)
- Bellator militaris (Goode & Bean, 1896)
- Bellator ribeiroi (Miller, 1965).
- Bellator xenisma (Jordan & Bollman, 1890)